# Paraje Las Tunas
Paraje Las Tunas é uma junta de governo da província de Entre Ríos, na Argentina.